# کلاودیا کاروان
کلاودیا کاروان (انگلیسی: Claudia Karvan؛ زادهٔ ۱۹ مهٔ ۱۹۷۲) یک هنرپیشه اهل استرالیا است. وی از سال ۱۹۸۳ میلادی تاکنون مشغول فعالیت بوده‌است.
از فیلم‌ها یا برنامه‌های تلویزیونی که وی در آن نقش داشته‌است می‌توان به ۹٫۹۹ دلار، قهرمان کتاب جیبی، تبعید، جزر و مد، ریسک، آکوامارین، دوستی با دشمن، ۳۳ کارت پستال، سرقت بزرگ و گرما اشاره کرد.